# Teme
Tême krivulje je v ravninski geometriji točka, kjer ukrivljenost krivulje doseže ekstremno (minimalno ali maksimalno) vrednost.
Izrek o štirih temenih pove, da ima vsaka sklenjena ravninska krivulja (z nekonstantno ukrivljenostjo) vsaj štiri temena. 
Če je krivulja osno simetrična, ima teme v točki, kjer simetrala seka krivuljo.
Zgledi temen:
- krožnica ima konstantno ukrivljenost – v takem primeru se lahko reče, da so vse točke krožnice temena,
- elipsa ima štiri temena,
- hiperbola, ki ni sklenjena krivulja, ima samo dve temeni,
- parabola prav tako ni sklenjena in ima samo eno teme. Če je parabola podana kot graf kvadratne funkcije {\displaystyle y=ax^{2}+bx+c\!\,}, se lahko koordinati temena {\displaystyle T(p,q)\!\,} izračunata po enačbah:

{\displaystyle p=-{\frac {b}{2a}},\qquad q={\frac {4ac-b^{2}}{4a}}=-{\frac {D}{4a}}\!\,.}